# Longines
Longines (wymowa: [lɔ̃ʒin]), właśc. Compagnie des Montres Longines, Francillon S.A. – szwajcarski producent zegarków, którego nazwa pochodzi od znajdującego się nieopodal Saint-Imier pola (fr. długie łąki), na którym wybudowano fabrykę. Siedziba przedsiębiorstwa znajduje się od samego początku działalności w Saint-Imier. 

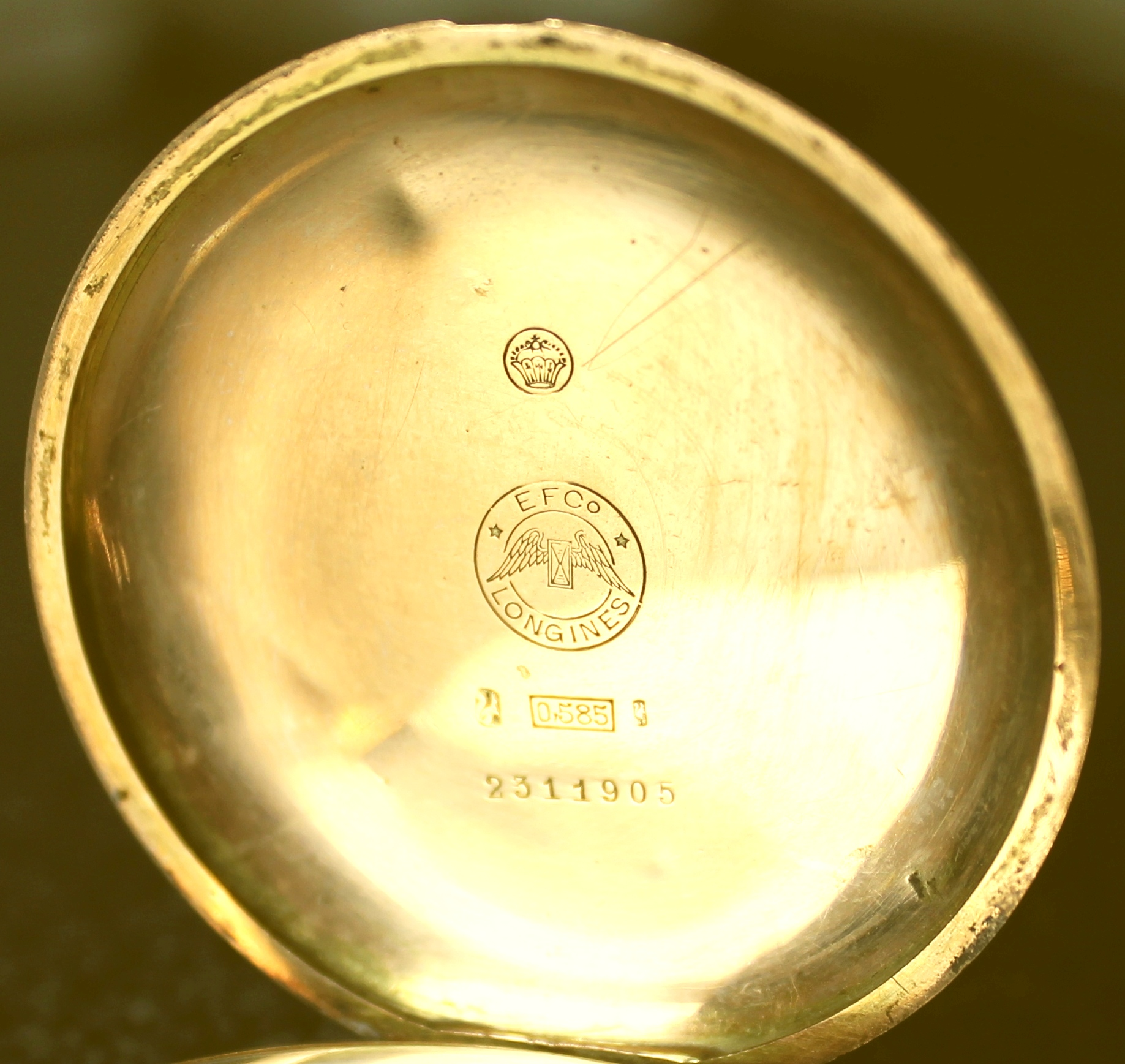
Koperta zegarka kieszonkowego z roku 1909 ze znakiem Longines.

Znak towarowy Longines został wpisany do rejestru Szwajcarskiego Federalnego Urzędu Własności Intelektualnej w roku 1889, z kolei w roku 1893 uzyskał ochronę międzynarodową na podstawie Protokołu Madryckiego.  Jest w ten sposób najstarszą spośród wciąż istniejących, prawnie chronioną międzynarodowo marką na świecie. 
Zegarek Longines należący do Alberta Einsteina został sprzedany na aukcji w 2008 roku za prawie 600 tysięcy dolarów amerykańskich.

## Wybrani ambasadorzy marki[3]
- Aishwarya Rai Bachchan
- Aksel Lund Svindal
- Andre Agassi
- Kate Winslet
- Mikaela Shiffrin
- Simon Baker
- Stefanie Graf
- Lin Chi-ling

## Znane modele
- Lindbergh
- Weems
- Comet